# 山东水库列表
至2007年，中国山东省共有大型水库34座，按库容量依次为峡山水库、岸堤水库、跋山水库、青峰岭水库、产芝水库、墙夼水库、日照水库、牟山水库、许家崖水库、陡山水库、米山水库、雪野水库、宝岭水库、冶源水库、岩马水库、门楼水库、沐浴水库、太河水库、尹府水库、白浪河水库、高崖水库、唐村水库、马河水库、田庄水库、小仕阳水库、王屋水库、广南水库、尼山水库、龙角山水库、八河水库、沙沟水库、光明水库、浮岗水库、西苇水库。
根据中华人民共和国水利部发布的《中国水库名称代码》（中华人民共和国行业标准SL259-2000）将山东省所有大型水库及中型水库列表如下：

## 大型水库
| 水库       | 水系               | 总库容 （亿立方米） | 位置         |
| ---------- | ------------------ | ------------------- | ------------ |
| 东平湖     | 黄河               | 39.79               | 东平县西部   |
| 峡山水库   | 潍河               | 14.05               |              |
| 岸堤水库   | 沂河水系           | 7.49                |              |
| 跋山水库   | 沂沭泗水系沂河干流 | 5.28                |              |
| 青峰岭水库 | 沭河               | 4.10                |              |
| 产芝水库   | 大沽河             | 4.02                |              |
| 墙夼水库   | 潍河               | 3.28                |              |
| 日照水库   | 傅疃河             | 3.21                | 日照市东港区 |
| 牟山水库   | 汶河               | 3.08                |              |
| 许家崖水库 | 沂河               | 2.93                |              |
| 陡山水库   | 浔河               | 2.88                |              |
| 米山水库   | 母猪河             | 2.80                |              |
| 雪野水库   | 大汶河             | 2.21                |              |
| 会宝岭水库 | 中运河水系西加河   | 2.09                |              |
| 冶源水库   | 弥河               | 2.03                |              |
| 岩马水库   | 南四湖水系城河     | 2.03                |              |
| 门楼水库   | 大沽夹河清洋河     | 2.02                |              |
| 沐浴水库   | 五龙河             | 1.84                |              |
| 太河水库   | 小清河             | 1.83                |              |
| 尹府水库   | 大沽河支流         | 1.61                |              |
| 白浪河水库 | 白浪河             | 1.48                |              |
| 高崖水库   | 潍河支流汶河       | 1.45                |              |
| 唐村水库   | 沂河水系浚河       | 1.44                |              |
| 马河水库   | 南四湖水系北沙河   | 1.38                | 滕州市       |
| 田庄水库   | 淮河               | 1.31                |              |
| 小仕阳水库 | 沭河支流袁公河     | 1.25                |              |
| 王屋水库   | 黄水河             | 1.21                |              |
| 广南水库   |                    | 1.14                |              |
| 尼山水库   | 泗河支流小沂河     | 1.13                |              |
| 龙角山水库 | 乳山河             | 1.05                |              |
| 八河水库   | 小落河             | 1.05                |              |
| 沙沟水库   | 沭河               | 1.04                |              |
| 光明水库   | 大汶河支流柴汶河   | 1.04                |              |
| 浮岗水库   | 淮河               | 1.04                |              |
| 西苇水库   | 白马河支流大沙河   | 1.04                |              |
| 卧虎山水库 | 玉符河             | 1.01                | 济南市       |
| 会宝岭水库 |                    |                     | 苍山县       |

## 黄河干流水系
- 葫芦山水库  莱芜市钢城区
- 乔店水库  莱芜市莱城区
- 杨家横水库  莱芜市
- 沟里水库  莱芜市
- 大冶水库  莱芜市
- 直界水库  宁阳县
- 尚庄炉水库  肥城市
- 大河水库  泰安市郊区
- 角峪水库  泰安市郊区
- 山阳水库  泰安市郊区
- 雪野水库  莱芜市上游乡
- 小安门水库  泰安市郊区
- 黄前水库  泰安市郊区
- 东周水库  新泰市
- 金斗水库  新泰市
- 光明水库  新泰市刘杜乡
- 锦绣川水库  济南市历城区
- 卧虎山水库  济南市历城区
- 石店水库  济南市长清区
- 崮头水库  济南市长清区

## 山东半岛及沿海诸河水系
- 狼猫山水库  济南市历城区
- 杜张水库  济南市历城区
- 垛庄水库  济南市章丘区
- 大站水库  济南市章丘区
- 杏林水库  济南市章丘区
- 萌山水库  淄博市
- 石马水库  淄博市
- 太河水库  淄博市淄川区
- 丹河水库  诸城市
- 冶源水库  临朐县
- 嵩山水库  临朐县
- 黑虎山水库  青州市
- 荆山水库  昌乐县
- 白浪河水库  潍坊市潍城区
- 符山水库  潍坊市潍城区
- 青墩子水库  诸城市
- 三里庄水库  诸城市
- 石门水库  诸城市
- 郭家村水库  诸城市
- 峡山水库  昌邑市
- 于家河水库  安丘市
- 下株梧水库  安丘市
- 吴家楼水库  诸城市
- 沂山水库  临朐县
- 大关水库  临朐县
- 高崖水库  昌乐县
- 尚庄水库  安丘市
- 牟山水库  安丘市
- 马旺水库  高密市
- 黄山水库  平度市
- 双山水库  平度市
- 大泽山水库  平度市
- 淄阳水库  平度市
- 临疃河水库  莱州市
- 留驾水库  莱州市
- 白云洞水库  莱州市
- 赵家水库  莱州市
- 坎上水库  莱州市
- 金岭水库  招远市
- 北邢家水库  龙口市
- 迟家沟水库  龙口市
- 王屋水库  龙口市
- 平山水库  蓬莱市
- 战山水库  蓬莱市
- 丘山水库  蓬莱市
- 庵里水库  栖霞市
- 门楼水库  福山区
- 高陵水库  烟台市
- 龙泉水库  烟台市
- 所前泊水库  威海市
- 纸房水库  荣成市
- 后龙河水库  荣成市
- 湾头水库  荣成市
- 坤龙邢水库  威海市文登区
- 南圈水库  威海市文登区
- 武林水库  威海市文登区
- 米山水库  威海市文登区
- 郭格庄水库  威海市
- 瓦善水库  烟台市
- 花家疃水库  乳山市
- 龙角山水库  乳山市
- 台依水库  乳山市
- 院里水库  乳山市
- 盘石水库  海阳市
- 里店水库  海阳市
- 龙门口水库  栖霞市
- 沐浴水库  莱阳市
- 建新水库  海阳市
- 王圈水库  青岛市即墨区
- 崂山水库  青岛市城阳区
- 石棚水库  青岛市即墨区
- 挪城水库  青岛市即墨区
- 城子水库  招远市
- 勾山水库  招远市
- 产芝水库  莱西市
- 高格庄水库  莱西市
- 宋化泉水库  青岛市即墨区
- 庙埠河水库  莱州市
- 北墅水库  莱西市
- 黄同水库  平度市
- 尹府水库  平度市
- 诸家王吴  高密市
- 山洲水库  胶州市
- 小珠山水库  青岛市黄岛区
- 铁山水库  青岛市黄岛区
- 陡崖子水库  青岛市黄岛区
- 吉利河水库  青岛市黄岛区
- 日照水库  日照市东港区
- 马陵水库  日照市东港区
- 巨峰水库  日照市东港区
- 墙夼水库  五莲县
- 户部岭水库  五莲县
- 学庄水库  五莲县
- 河西水库  五莲县
- 长城岭水库  五莲县
- 小王疃水库  五莲县

## 沂沭泗水系
- 田庄水库  沂源县
- 红旗水库  沂源县
- 跋山水库  沂水县
- 寨子水库  沂南县
- 寨子山水库  沂水县
- 黄土山水库  蒙阴县
- 张庄水库  蒙阴县
- 朱家坡水库  蒙阴县
- 岸堤水库  蒙阴县
- 高湖水库  沂南县
- 黄仁水库  蒙阴县
- 施庄水库  临沂市兰山区
- 吴家庄水库  平邑县
- 公家庄水库  平邑县
- 大夫宁水库  平邑县
- 唐村水库  平邑县
- 昌里水库  平邑县
- 安靖水库  平邑县
- 杨庄水库  平邑县
- 龙王口水库  费县
- 上冶水库  费县
- 石岚水库  费县
- 古城水库  费县
- 刘庄水库  费县
- 书房水库  费县
- 许家崖水库  费县
- 马庄水库  费县
- 沙沟水库  沂水县
- 青峰岭水库  莒县
- 石木子水库  五莲县
- 小仕阳水库  莒县
- 峤山水库  莒县
- 陡山水库  莒南县
- 石泉湖水库  莒南县
- 凌山头水库  临沭县
- 贺庄水库  泗水县
- 华村水库  泗水县
- 龙湾套水库  泗水县
- 尼山水库  曲阜
- 西苇水库  邹城市
- 马河水库  滕州市
- 岩马水库  枣庄市山亭区
- 户主水库  滕州市
- 小马庄水库  苍山县
- 长辛桥水库  苍山县
- 双河水库  苍山县
- 周村水库  枣庄市
- 会宝岭水库  苍山县
- 考村水库  苍山县
- 大山水库  莒南县
- 相邸水库  莒南县